# Malik Dohan al-Hasan

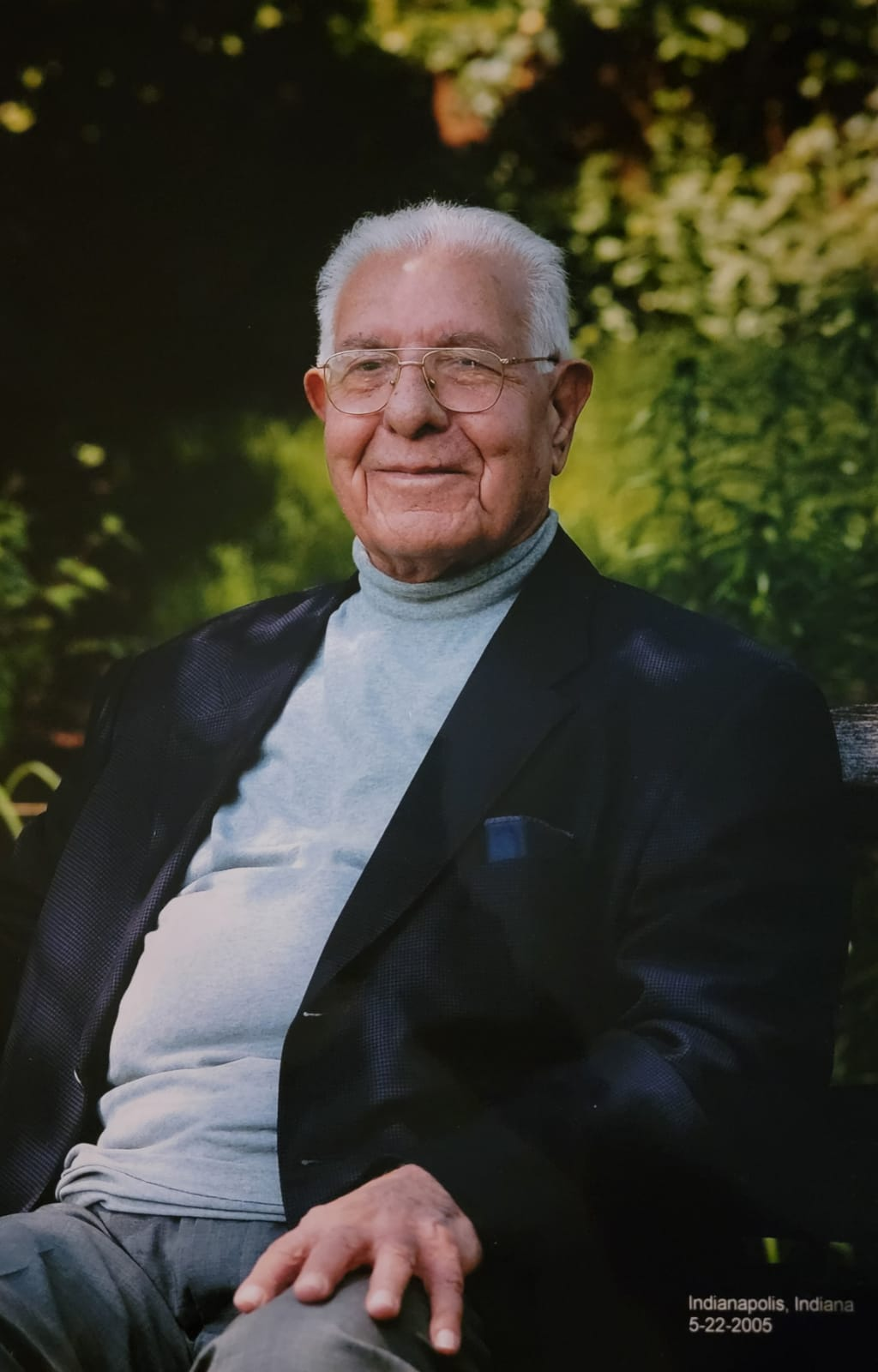
Malik Dohan al-Hasan (2005)

Malik Dohan al-Hasan (arabisch مالك دوهان الحسن, DMG Mālik Dauhān al-Ḥasan; * 1. Juli 1919 in Hilla, Osmanisches Reich; † 23. Mai 2021 in Amman, Jordanien) war ein irakischer Politiker.
Er war 1967 und 1968 Kulturminister im Kabinett von Tahir Yahya. Unter Saddam Hussein saß er selbst aus politischen Gründen im Gefängnis. Nach dem Sturz Saddam Husseins wurde er zum Präsidenten der Anwaltsvereinigung gewählt.
Von Juni 2004 bis Mai 2005 war al-Hasan irakischer Justizminister. Am 17. Juli 2004 überlebte er einen Mordanschlag. Zahlreiche seiner Leibwächter kamen dabei ums Leben. Zu dem Anschlag bekannte sich der Terrorist Abū Musʿab az-Zarqāwī.